# Proceratophrys redacta
Proceratophrys redacta es una especie de anfibio anuro de la familia Odontophrynidae.

## Distribución geográfica
Esta especie es endémica de Bahía en Brasil. Se encuentra en la Chapada Diamantina. 
Habita a 1254 m sobre el nivel del mar.

## Publicación original
- Teixeira, Amaro, Recoder, Vechio & Rodrigues, 2012 : A new dwarf species of Proceratophrys Miranda-Ribeiro, 1920 (Anura, Cycloramphicae) from the highlands of Chapada Diamantina, Bahia, Brazil. Zootaxa, n.º 3551, p. 25-42.[3]